# Sénéchal de France
« Grand sénéchal » redirige ici. Pour les autres significations, voir Lord Grand Intendant (homonymie).
Le sénéchal de France est un grand officier du royaume de France au Moyen Âge. Le sénéchal, siniskalk, était littéralement le doyen des serviteurs, et à l'origine, celui chargé du ravitaillement du palais. Il était désigné comme dapifer (porteur de repas) en latin.
Le grand sénéchal, plus ancienne dignité militaire en France, était subordonné au maire du palais. La charge de grand sénéchal a été créée par Lothaire en 978 en faveur de Geoffroy Ier, comte d'Anjou. Le grand sénéchal a alors le commandement de l'armée avec les mêmes prérogatives qu'aura plus tard le connétable. Le grand sénéchal était assisté par des sénéchaux de France. Avant cette date, le grand sénéchal avait les mêmes fonctions que celles de grand maître d'hôtel. À l'origine, cette charge était liée à la première maison d'Anjou. Le comte d'Anjou avait le droit de commander les armées du roi en son absence et de diriger les officiers de la maison du roi.

## Histoire
L'office de sénéchal de France est entre le Xe et le XIIe siècle le premier des grands offices de la couronne de France. Héritier lointain du Maire du Palais, le sénéchal est à l'origine le chef de la maison du roi mais ses attributions dépassent bien vite le cadre domestique pour en faire le personnage le plus puissant du royaume après le souverain. Il a notamment le contrôle des armées royales.
Il avait la surintendance de la maison du roi, et donnait ordre aux vivres. Lors des cérémonies royales il marchait devant le roi en portant l'épée nue.
En temps de guerre, il conduisait les troupes et réglait la dépense.
Cette trop grande puissance du sénéchal provoque la suppression de l'office en 1191 par le roi Philippe Auguste à la mort du dernier titulaire, le comte Thibaut V de Blois. Les pouvoirs du sénéchal de France sont alors partagés entre le connétable et les divers chambellans. Par la suite, le grand maître de France hérite de nombre de ses attributions.
Louis VI a cherché à retrouver le contrôle des officiers de sa maison. Il va donc choisir des sénéchaux auprès de ses familiers, de sa familia regis. Il a fait attention, afin d'éviter que cet office ne soit considéré comme une charge héréditaire, d'indiquer sur le diplôme de sénéchal « tunc temporis » jusqu'en 1112 pour montrer qu'il en dispose librement. D'abord donnée par Louis VI à Anseau de Garlande, la charge de grand sénéchal a été rendue à la maison d'Anjou, mais en diminuant ses prérogatives. Le roi laissa la fonction de dapifer, sénéchal de France, à Anseau de Garlande, mais il devait rendre hommage à Foulque d'Anjou.

La famille de Garlande va occuper la charge de sénéchal de France jusqu'à Étienne de Garlande qui va l'ajouter à celle de chancelier à la mort de son frère. Il va essayer de la transmettre au mari de sa nièce Amaury de Montfort en prétextant de son droit sur cette charge. La réaction du roi contre cette prétention va être vive et rapide, en retirant à Étienne de Garlande tous ses offices. L'office de sénéchal ne sera pas pourvu pendant quelques années.

## Offices ducaux et comtaux
Des charges de grand sénéchal existaient auprès des grandes familles ducales et comtales. Elles ont été conservées, malgré le rattachement de leurs domaines au domaine royal :
- grand sénéchal de Normandie,
- grand sénéchal de Provence,
- grand sénéchal d'Arles,
- grand sénéchal de Poitou,
- sénéchal de Champagne,
- sénéchal de Limousin,
- sénéchal de Périgord,
- sénéchal de Quercy,
- sénéchal de Saintonge et d'Angoumois,
- sénéchal de Lyonnais,
- sénéchal de Dauphiné,
- sénéchal de Berry,
- sénéchal de Bourbonnais,
- sénéchal de Nivernais,
- sénéchal de Boulonnais,
- sénéchal de Bretagne,
- sénéchal d'Agenais.

## Liste des grands sénéchaux
- Geoffroy Ier d'Anjou, comte d’Anjou, entre 978 et 987, sous Lothaire,
- Foulque Nerra, comte d'Anjou, jusqu'en 1040,
- Geoffroy II, comte d'Anjou, jusqu'en 1060,
- Foulque IV, mort en 1109,
- Foulque V, mort en 1142,
- Anseau de Garlande, destitué et devenu simple sénéchal,
- Geoffroy V, dit Plantagenêt, comte d'Anjou, mort en 1151,
- Geoffroy VI, comte d'Anjou, mort en 1158,
- Thibaut V, comte de Blois et de Chartres, mort en 1191.

La charge de grand sénéchal a été par la suite tenue par les comtes d'Anjou jusqu'à Arthur Ier de Bretagne.

## Liste des sénéchaux de France
D'après « Histoire des sénéchaux de France », La liste n'est pas complète, la perte des archives de Philippe Auguste et de ses prédécesseurs mettant dans l'ombre la cour royale du XIe siècle.
- Geoffroy I comte d'Anjou
- Guillaume de Gometz vers 1060 sous Philippe Ier
- Raoul vers 1065-1067 sous Philippe Ier
- Frédéric vers 1071-1075 sous Philippe Ier
- Robert vers 1079 sous Philippe Ier
- Hugues (né en 1023) sous Philippe Ier
- Gervais († env. 1116) vers 1080 sous Philippe Ier[3]
- Gui Ier, comte de Rochefort (1093-1095) et (1100-1102) sous Philippe Ier
- Hugues de Crécy (1108) sous Louis VI
- Anseau de Garlande (1108-1117) sous Louis VI
- Guillaume II de Garlande (1117-1120) sous Louis VI
- Étienne de Garlande (1120-1128) sous Louis VI
- Raoul Ier, comte de Vermandois (1131-1151) sous Louis VI et Louis VII
- Thibaut Ier, comte de Blois et de Chartres (1153-1191) sous Louis VII et Philippe Auguste
- Guillaume d'Harcourt sous Philippe IV le Bel
- Antoine II de La Tour Baron de Saint-Vidal

Source : Encyclopédie méthodique.

## Sources
- Site du service Historique de la Défense
- Histoire de la maison royale de France et des grands officiers de la Couronne, Anselme de Sainte-Marie, 1674.